# Atsumi (półwysep)

Położenie półwyspu Atsumi

Półwysep Atsumi (jap. 渥美半島 Atsumi-hantō) – nizinny półwysep leżący na japońskiej wyspie Honsiu, na południowy wschód od zatoki Ise. Znajduje się w prefekturze Aichi. Oddziela zatokę Mikawa od Oceanu Spokojnego. 
Dane liczbowe:
- długość: 35 km[1]
- szerokość: do 5 km[1]